# Гайнріх Куль
Гайнріх Куль (нім. Heinrich Kuhl, 17 вересня 1797, Ганау, Німеччина — 14 вересня 1821, Богор, Індонезія) — німецький зоолог.

## Біографія
У молодому віці став помічником Конрада Якоба Темінка у музеї в Лейдені, Нідерланди. У 1817 році він опублікував монографію про кажанів і в 1820 році — «Conspectus psittacorum». У 1820 році вирушив зі своїм другом Йоханом ван Хаселтом на Яву для вивчення тварин на острові. Він посилає в Лейден 200 скелетів, шкури 200 ссавців 65 видів, 2000 шкур птахів, 1400 риб, 300 рептилій і амфібій і велику кількість комах і ракоподібних. У 1821 році він помер у Boytenzorg (нині Богор в Індонезії) від інфекції печінки. Його роботу продовжив ван Хаселт, який також помер два роки по тому. На честь вченого названо вид ссавців Axis kuhlii, вид земноводних Limnonectes kuhlii, вид птахів Vini kuhlii, вид риб Neotrygon kuhlii та інші.

## Описані таксони
- Leontopithecus chrysomelas — вид приматів родини Ігрункові (Callitrichidae).
- Myotis bechsteinii — вид рукокрилих родини Лиликові (Vespertilionidae).
- Funisciurus congicus — вид гризунів родини Вивіркові (Sciuridae).

## Праці
- 1817: Die deutschen Fledermäuse.
- 1820: Conspectus Psittacorum: cum specierum definitionibus, novarum descriptionibus, synonymis et circa patriam singularum naturalem adversariis, adjecto indice museorum, ubi earum artificiosae exuviae servantur.